# DNMT3B
DNK (citozin-5)-metiltransferaza 3 beta, je enzim koji je kod ljudi kodiran DNMT3B genom. Mutacije ovog gena su asocirane sa 
imunodeficijencijom, nestabilnosti centromera i sindromom anomalija lica.

## Funkcija
CpG metilacija je epigenetska modifikacija koja je važna za embrionalni razvoj, utiskivanje i inaktivaciju X-hromozoma. Studije na miševima su pokazale da je metilacija DNK potrebna za razvoj sisara. Ovaj gen kodira DNK metiltransferazu za koju se smatra da funkcioniše u de novo metilaciji, a ne u održavanju metilacije. Protein se prvenstveno lokalizuje u jedru i njegova ekspresija je razvojno regulisana. Opisano je osam alternativno spojenih varijanti transkripta. Sekvence pune dužine varijanti 4 i 5 nisu određene.

## Klinički značaj
Sindrom imunodeficijencije-centromerne nestabilnosti-anomalije lica (ICF) je rezultat defekata u sazrevanju limfocita koji su rezultat aberantne metilacije DNK uzrokovane mutacijama u genu DNMT3B.
Varijante ovog gena takođe mogu doprineti zavisnosti od nikotina.

## Interakcije
Pokazano je da DNMT3B formira interakcije sa:
- CBX5,[7]
- DNMT1,[7][8]
- DNMT3A,[7][8][9]
- KIF4A,[10]
- NCAPG,[10]
- SMC2,[10]
- SUMO1[11] i
- UBE2I.[11]

## Literatura
- Wijmenga C, Hansen RS, Gimelli G, Björck EJ, Davies EG, Valentine D, Belohradsky BH, van Dongen JJ, Smeets DF, van den Heuvel LP, Luyten JA, Strengman E, Weemaes C, Pearson PL (децембар 2000). „Genetic variation in ICF syndrome: evidence for genetic heterogeneity”. Human Mutation. 16 (6): 509—17. PMID 11102980. S2CID 6746943. doi:10.1002/1098-1004(200012)16:6<509::AID-HUMU8>3.0.CO;2-V .
- Okano M, Xie S, Li E (јул 1998). „Cloning and characterization of a family of novel mammalian DNA (cytosine-5) methyltransferases”. Nature Genetics. 19 (3): 219—20. PMID 9662389. S2CID 256263. doi:10.1038/890.
- Robertson KD, Uzvolgyi E, Liang G, Talmadge C, Sumegi J, Gonzales FA, Jones PA (јун 1999). „The human DNA methyltransferases (DNMTs) 1, 3a and 3b: coordinate mRNA expression in normal tissues and overexpression in tumors”. Nucleic Acids Research. 27 (11): 2291—8. PMC 148793 . PMID 10325416. doi:10.1093/nar/27.11.2291.
- Xie S, Wang Z, Okano M, Nogami M, Li Y, He WW, Okumura K, Li E (август 1999). „Cloning, expression and chromosome locations of the human DNMT3 gene family”. Gene. 236 (1): 87—95. PMID 10433969. doi:10.1016/S0378-1119(99)00252-8.
- Okano M, Bell DW, Haber DA, Li E (октобар 1999). „DNA methyltransferases Dnmt3a and Dnmt3b are essential for de novo methylation and mammalian development”. Cell. 99 (3): 247—57. PMID 10555141. S2CID 15122892. doi:10.1016/S0092-8674(00)81656-6 .
- Hansen RS, Wijmenga C, Luo P, Stanek AM, Canfield TK, Weemaes CM, Gartler SM (децембар 1999). „The DNMT3B DNA methyltransferase gene is mutated in the ICF immunodeficiency syndrome”. Proceedings of the National Academy of Sciences of the United States of America. 96 (25): 14412—7. PMC 24450 . PMID 10588719. doi:10.1073/pnas.96.25.14412 .
- Xu GL, Bestor TH, Bourc'his D, Hsieh CL, Tommerup N, Bugge M, Hulten M, Qu X, Russo JJ, Viegas-Péquignot E (новембар 1999). „Chromosome instability and immunodeficiency syndrome caused by mutations in a DNA methyltransferase gene”. Nature. 402 (6758): 187—91. PMID 10647011. S2CID 4338524. doi:10.1038/46052.
- Hartley JL, Temple GF, Brasch MA (новембар 2000). „DNA cloning using in vitro site-specific recombination”. Genome Research. 10 (11): 1788—95. PMC 310948 . PMID 11076863. doi:10.1101/gr.143000.
- Fuks F, Burgers WA, Godin N, Kasai M, Kouzarides T (мај 2001). „Dnmt3a binds deacetylases and is recruited by a sequence-specific repressor to silence transcription”. The EMBO Journal. 20 (10): 2536—44. PMC 125250 . PMID 11350943. doi:10.1093/emboj/20.10.2536.
- Kang ES, Park CW, Chung JH (децембар 2001). „Dnmt3b, de novo DNA methyltransferase, interacts with SUMO-1 and Ubc9 through its N-terminal region and is subject to modification by SUMO-1”. Biochemical and Biophysical Research Communications. 289 (4): 862—8. PMID 11735126. doi:10.1006/bbrc.2001.6057.
- Rhee I, Bachman KE, Park BH, Jair KW, Yen RW, Schuebel KE, Cui H, Feinberg AP, Lengauer C, Kinzler KW, Baylin SB, Vogelstein B (април 2002). „DNMT1 and DNMT3b cooperate to silence genes in human cancer cells”. Nature. 416 (6880): 552—6. PMID 11932749. S2CID 4397868. doi:10.1038/416552a.
- Hata K, Okano M, Lei H, Li E (април 2002). „Dnmt3L cooperates with the Dnmt3 family of de novo DNA methyltransferases to establish maternal imprints in mice”. Development. 129 (8): 1983—93. PMID 11934864. doi:10.1242/dev.129.8.1983.
- Beaulieu N, Morin S, Chute IC, Robert MF, Nguyen H, MacLeod AR (август 2002). „An essential role for DNA methyltransferase DNMT3B in cancer cell survival”. The Journal of Biological Chemistry. 277 (31): 28176—81. PMID 12015329. doi:10.1074/jbc.M204734200 .
- Saito Y, Kanai Y, Sakamoto M, Saito H, Ishii H, Hirohashi S (јул 2002). „Overexpression of a splice variant of DNA methyltransferase 3b, DNMT3b4, associated with DNA hypomethylation on pericentromeric satellite regions during human hepatocarcinogenesis”. Proceedings of the National Academy of Sciences of the United States of America. 99 (15): 10060—5. PMC 126624 . PMID 12110732. doi:10.1073/pnas.152121799 .
- Kim GD, Ni J, Kelesoglu N, Roberts RJ, Pradhan S (август 2002). „Co-operation and communication between the human maintenance and de novo DNA (cytosine-5) methyltransferases”. The EMBO Journal. 21 (15): 4183—95. PMC 126147 . PMID 12145218. doi:10.1093/emboj/cdf401.
- Deplus R, Brenner C, Burgers WA, Putmans P, Kouzarides T, de Launoit Y, Fuks F (септембар 2002). „Dnmt3L is a transcriptional repressor that recruits histone deacetylase”. Nucleic Acids Research. 30 (17): 3831—8. PMC 137431 . PMID 12202768. doi:10.1093/nar/gkf509.
- Shen H, Wang L, Spitz MR, Hong WK, Mao L, Wei Q (септембар 2002). „A novel polymorphism in human cytosine DNA-methyltransferase-3B promoter is associated with an increased risk of lung cancer”. Cancer Research. 62 (17): 4992—5. PMID 12208751.
- Shirohzu H, Kubota T, Kumazawa A, Sado T, Chijiwa T, Inagaki K, Suetake I, Tajima S, Wakui K, Miki Y, Hayashi M, Fukushima Y, Sasaki H (септембар 2002). „Three novel DNMT3B mutations in Japanese patients with ICF syndrome”. American Journal of Medical Genetics. 112 (1): 31—7. PMID 12239717. doi:10.1002/ajmg.10658.

## Spoljašnje veze
- DNMT3b на 
- EC 2.1.1.37